# Авиаторское
Авиаторское (укр. Авіаторське) — бывший посёлок городского типа в Днепровской городской общине Днепровского района Днепропетровской области Украины. В 2017 году вошёл в состав города Днепр

## Географическое положение
Посёлок городского типа Авиаторское находится в 3-х км от правого берега реки Днепр, в 3 км от города Днепр и в 2,5 км от села Старые Кодаки. К посёлку ведёт автомобильная дорога Н-08.

## Население
Население по оценке на 1 января 2016 года составило 2422 человека, на 1 января 2013 года — 2403 человека, на 1 января 2003 года — 2315 человек.

## История
Населённый пункт Авиаторское получил статус посёлка городского типа 5 февраля 2004 года.
С 1970-х годов посёлок представлял собой советский военный городок № 45 (в обиходе «Аэродром» или «Аэропорт»), где были поставлены на боевое дежурство самолеты МиГ-25, защищавшие важнейший экономический район УССР — Приднепровье, и изначально подчинялся Днепропетровску. В середине 1990-х годов он был передан гражданским властям как посёлок Авиаторский (укр. селище Авіаторське) и переподчинён Новоалександровскому сельсовету Днепропетровского района, что создало трудности местному населению, у которого оставалась городская прописка в Днепропетровске (Днепропетровский горсовет). В декабре 2005 года Новоалександровский сельсовет принял решение о передаче посёлка Авиаторский Днепропетровску. Решением от 7 февраля 2007 года Днепропетровский горсовет дал согласие городок принять. Но лишь 24 марта 2009 года было принято принципиальное решение о передаче «Авиаторского» Днепропетровскому горсовету.
В 2017 году посёлок вошёл в состав Шевченковского района Днепра

## Экономика
- Международный аэропорт «Днепр».
- в/ч А-4036.
- Бывший 933 истребительно-авиационный полк 11-й дивизии ПВО.

## Объекты социальной сферы
- Школа № 60 (позже переименована в УВК № 137 второй корпус)
- Детский сад № 60